# خوان مانويل غالفيز
خوان مانويل غالفيز (بالإسبانية: Juan Manuel Gálvez) (و. 1887 – 1972 م) هو سياسي، ومحام من هندوراس ولد في تيجوسيجالبا.
وهو عضو في الحزب الوطني .